# Toyota Sprinter Carib
La première génération de Sprinter Carib, ou Tercel 4x4 selon les marchés, est sortie en 1982 au Japon. Il s'agit d'un break de loisirs dérivé de la Tercel de l'époque équipé d'une transmission à 4 roues motrices enclenchable (non intégrale donc). Il s'agit à la base d'une traction.
Renouvelé en 1988, ce modèle a, en France, ensuite pris l'appellation de Corolla Escape.